# Tomarrazón
Tomarrazón es un corregimiento en el Departamento de La Guajira, Colombia. Tomarrazón limita con los corregimientos de Cotoprix, Juan y Medio, Galán.
Sus principales actividades economicás se sostiene de la agricultura de maíz y yuca, además de la ganadería vacuna.